# Planica7 (2018)
Planica7 (2018) je bila prva štiridnevna smučarsko skakalno-letalna turneja Planica7, ki je v okviru svetovnega pokala potekala med 22. in 25. marcem 2018 na Letalnici bratov Gorišek v Planici.

## Turneja

### Nagradni sklad
Skupni zmagovalec turneje Planica7 je na koncu prejel 20.000 švicarskih frankov nagrade

### Format
V skupni seštevek štiri dni brez prestanka trajajoče turneje Raw Air, na skupaj 4 tekmah, bo štelo vseh 7 serij s posamičnih tekem, ekipne tekme in kvalifikacijske serije: 
|               | Tekem | Serij   |
| ------------- | ----- | ------- |
| Posamično     | 2     | 4 (2x2) |
| Kvalifikacije | 1     | 1 (1x1) |
| Ekipno        | 1     | 2 (1x2) |
|               |       |         |
| Skupaj        | 4     | 7       |

## Tekmovanje

### Posamično
| Št. | Sezona | Datum | Kraj | Skakalnica | Velikost | Zmagovalec           | Drugi                | Tretji               | Tekma         | Serij | Planica 7 majica     | Ref.  |
| --- | --- | --- | --- | --- | --- | -------------------- | -------------------- | -------------------- | ------------- | ----- | -------------------- | ----- |
| 1 | 1 | 22. marec 2018                                                                                                   | Planica | Letalnica bratov Gorišek HS240                                                                                   | LE | Johann André Forfang | Anže Semenič         | Dawid Kubacki        | kvalifikacije | 1R    | Johann André Forfang | [ 2 ] |
| 2 | 2 | 23. marec 2018                                                                                                   | Planica | Letalnica bratov Gorišek HS240                                                                                   | LE | Kamil Stoch          | Johann André Forfang | Stefan Kraft         | posamično     | 2R    | Johann André Forfang | [ 3 ] |
| 3 | 3 | 24. marec 2018                                                                                                   | Planica | Letalnica bratov Gorišek HS240                                                                                   | LE | Robert Johansson     | Kamil Stoch          | Johann André Forfang | ekipno        | 2R    | Johann André Forfang |       |
| 4 | 4 | 25. marec 2018                                                                                                   | Planica | Letalnica bratov Gorišek HS240                                                                                   | LE | Kamil Stoch          | Stefan Kraft         | Daniel-André Tande   | posamično     | 2R    | Kamil Stoch          | [ 4 ] |
| | | | | | |                      |                      |                      |               |       |                      |       |
| 1. Planica7 turneja (22.–25. marec 2018); vštete 4 posamične serije + 1 kvalifikacijska serija + 2 ekipni seriji | 1. Planica7 turneja (22.–25. marec 2018); vštete 4 posamične serije + 1 kvalifikacijska serija + 2 ekipni seriji | 1. Planica7 turneja (22.–25. marec 2018); vštete 4 posamične serije + 1 kvalifikacijska serija + 2 ekipni seriji | 1. Planica7 turneja (22.–25. marec 2018); vštete 4 posamične serije + 1 kvalifikacijska serija + 2 ekipni seriji | 1. Planica7 turneja (22.–25. marec 2018); vštete 4 posamične serije + 1 kvalifikacijska serija + 2 ekipni seriji | 1. Planica7 turneja (22.–25. marec 2018); vštete 4 posamične serije + 1 kvalifikacijska serija + 2 ekipni seriji | Kamil Stoch          | Johann André Forfang | Robert Johansson     |               | 7R    |                      |       |

### Ekipno
| Št. | Sezona | Datum          | Kraj    | Skakalnica                     | Velikost | Zmagovalec                                                                        | Drugi                                                                              | Tretji                                                       | Opomba                                              | Ref.  |
| --- | ------ | -------------- | ------- | ------------------------------ | -------- | --------------------------------------------------------------------------------- | ---------------------------------------------------------------------------------- | ------------------------------------------------------------ | --------------------------------------------------- | ----- |
| 1   | 1      | 24. marec 2018 | Planica | Letalnica bratov Gorišek HS240 | LE       | NorveškaDaniel-André Tande Andreas Stjernen Robert Johansson Johann André Forfang | NemčijaMarkus Eisenbichler · Stephan Leyhe · Andreas Wellinger · Richard Freitag · | SlovenijaDomen Prevc Robert Kranjec Anže Semenič Peter Prevc | obe seriji štejeta tudi v skupni seštevek Planica 7 | [ 5 ] |

## Razvrstitev

### Planica7
| Uvr. | po 4 tekem            | 22/03/2018     | 22/03/2018     | 23/03/2018     | 23/03/2018     | 23/03/2018     | 24/03/2018  | 24/03/2018  | 24/03/2018  | 25/03/2018     | 25/03/2018     | 25/03/2018     | Skupaj (7) |
| Uvr. | po 4 tekem            | Kvalifik. (1R) | Kvalifik. (1R) | Posamično (2R) | Posamično (2R) | Posamično (2R) | Ekipno (2R) | Ekipno (2R) | Ekipno (2R) | Posamično (2R) | Posamično (2R) | Posamično (2R) | Skupaj (7) |
| Uvr. | po 4 tekem            | Uvr.           | Točke (R1)     | Uvr.           | Točke (R2)     | Točke (R3)     | Uvr.        | Točke (R4)  | Točke (R5)  | Uvr.           | Točke (R6)     | Točke (R7)     | Skupaj (7) |
| ---- | --------------------- | -------------- | -------------- | -------------- | -------------- | -------------- | ----------- | ----------- | ----------- | -------------- | -------------- | -------------- | ---------- |
| 1    | Kamil Stoch           | 8              | 216.1          | 1              | 228.9          | 227.0          | 4           | 211.6       | 199.0       | 1              | 237.9          | 217.7          | 1538.2     |
| 2    | Johann André Forfang  | 1              | 243.4          | 2              | 223.5          | 228.7          | 5           | 208.0       | 201.1       | 8              | 217.7          | 206.4          | 1528.8     |
| 3    | Robert Johansson      | 9              | 215.1          | 4              | 224.0          | 214.8          | 2           | 213.7       | 206.7       | 4              | 222.7          | 215.5          | 1512.5     |
| 4    | Stefan Kraft          | 22             | 203.3          | 3              | 222.5          | 220.5          | 8           | 193.6       | 197.8       | 2              | 222.1          | 218.0          | 1477.8     |
| 5    | Richard Freitag       | 5              | 221.0          | 6              | 211.4          | 219.8          | 7           | 198.7       | 192.9       | 6              | 208.5          | 219.4          | 1471.1     |
| 6    | Markus Eisenbichler   | 12             | 213.8          | 14             | 198.4          | 208.5          | 6           | 203.1       | 199.0       | 12             | 208.2          | 200.8          | 1431.8     |
| 7    | Džunširo Kobajaši     | 11             | 214.0          | 7              | 217.5          | 208.7          | 14          | 186.4       | 179.0       | 10             | 217.8          | 205.4          | 1428.8     |
| 8    | Andreas Stjernen      | 26             | 199.1          | 8              | 209.6          | 212.9          | 15          | 183.4       | 180.0       | 5              | 210.3          | 219.1          | 1414.4     |
| 9    | Rjoju Kobajaši        | 4              | 225.3          | 13             | 208.0          | 201.7          | 11          | 186.2       | 188.3       | 15             | 194.2          | 210.2          | 1413.9     |
| 10   | Stefan Hula           | 7              | 217.4          | 21             | 189.1          | 200.9          | 13          | 185.7       | 183.3       | 13             | 206.2          | 199.4          | 1382.0     |
| 11   | Peter Prevc           | 25             | 200.0          | 15             | 212.7          | 191.3          | 18          | 175.7       | 174.0       | 8              | 210.9          | 213.2          | 1377.8     |
| 12   | Simon Ammann          | 23             | 201.9          | 19             | 193.0          | 204.3          | 12          | 188.7       | 182.8       | 14             | 206.3          | 199.0          | 1376.0     |
| 13   | Noriaki Kasai         | 30             | 197.0          | 11             | 215.8          | 195.5          | 9           | 197.6       | 192.0       | 22             | 189.2          | 186.9          | 1374.0     |
| 14   | Dawid Kubacki         | 3              | 227.7          | 9              | 212.5          | 204.3          | 17          | 191.3       | 160.7       | 21             | 189.7          | 186.6          | 1372.8     |
| 15   | Stephan Leyhe         | 6              | 220.2          | 20             | 194.1          | 203.1          | 25          | 169.8       | 159.8       | 30             | 172.0          | 158.1          | 1277.1     |
| 16   | Daniel Huber          | 26             | 199.1          | 25             | 192.1          | 191.0          | 24          | 174.8       | 159.0       | 25             | 171.5          | 184.1          | 1271.6     |
| 17   | Anže Semenič          | 2              | 235.3          | 30             | 208.4          | DSQ            | 22          | 169.6       | 167.5       | 17             | 195.3          | 193.6          | 1169.7     |
| 18   | Anders Fannemel       | 17             | 208.1          | 5              | 214.2          | 218.9          | DNS         | —           | —           | 11             | 210.9          | 208.9          | 1061.0     |
| 19   | Daniel-André Tande    | 41             | 186.0          | DNQ            | —              | —              | 1           | 213.1       | 214.2       | 3              | 223.9          | 215.7          | 1059.2     |
| 20   | Robert Kranjec        | 21             | 203.4          | 10             | 194.9          | 217.8          | 10          | 196.2       | 179.1       | DNS            | —              | —              | 991.4      |
| 21   | Halvor Egner Granerud | 13             | 213.5          | 28             | 197.4          | 166.9          | DNS         | —           | —           | 20             | 187.0          | 190.2          | 955.0      |
| 22   | Denis Kornilov        | 18             | 206.4          | 22             | 187.4          | 202.4          | 20          | 172.1       | 168.2       | DNS            | —              | —              | 936.5      |
| 23   | Gregor Schlierenzauer | 10             | 214.5          | 27             | 195.6          | 177.7          | 19          | 172.4       | 176.1       | DNS            | —              | —              | 936.3      |
| 24   | Andreas Wellinger     | 56             | 165.9          | DNQ            | —              | —              | 16          | 177.6       | 182.0       | 16             | 195.7          | 201.2          | 922.4      |
| 25   | Pius Paschke          | 30             | 197.0          | 26             | 185.2          | 193.0          | DNS         | —           | —           | 28             | 167.9          | 170.6          | 913.7      |
| 26   | Piotr Żyła            | 47             | 181.2          | DNQ            | —              | —              | 21          | 171.2       | 167.7       | 27             | 178.7          | 169.0          | 867.8      |
| 27   | Clemens Aigner        | 49             | 174.1          | DNQ            | —              | —              | 27          | 165.6       | 159.4       | 26             | 164.0          | 184.9          | 848.0      |
| 28   | Maciej Kot            | 15             | 212.9          | 31             | 184.2          | DNQ            | DNS         | —           | —           | 19             | 193.2          | 184.5          | 774.8      |
| 29   | Kevin Bickner         | 33             | 195.1          | 16             | 191.7          | 209.2          | 34          | 171.7       | DNQ         | DNS            | —              | —              | 767.7      |
| 30   | Jernej Damjan         | 14             | 213.2          | 40             | 140.1          | DNQ            | DNS         | —           | —           | 23             | 185.2          | 185.3          | 723.8      |
| 31   | Jukija Sato           | 24             | 201.4          | 33             | 177.3          | DNQ            |             | 158.3       | 168.0       | DNS            | —              | —              | 705.0      |
| 32   | Taku Takeuči          | 39             | 187.1          | 37             | 161.5          | DNQ            | DNS         | —           | —           | 29             | 161.3          | 169.1          | 679.0      |
| 33   | Jurij Tepeš           | 16             | 210.5          | 12             | 204.1          | 207.0          | DNS         | —           | —           | DNS            | —              | —              | 621.6      |
| 34   | Tomaž Naglič          | 28             | 198.8          | 17             | 203.2          | 197.3          | DNS         | —           | —           | DNS            | —              | —              | 599.3      |
| 35   | Karl Geiger           | 57             | 165.7          | DNQ            | —              | —              | DNS         | —           | —           | 8              | 211.8          | 215.1          | 592.6      |
| 36   | Domen Prevc           | 53             | 173.1          | DNQ            | —              | —              | 3           | 206.7       | 205.7       | DNS            | —              | —              | 585.5      |
| 37   | Bor Pavlovčič         | 40             | 186.7          | 18             | 207.7          | 190.8          | DNS         | —           | —           | DNS            | —              | —              | 585.2      |
| 38   | Andreas Wank          | 36             | 189.1          | 23             | 193.0          | 194.4          | DNS         | —           | —           | DNS            | —              | —              | 576.5      |
| 39   | Žiga Jelar            | 38             | 188.5          | 24             | 189.4          | 195.7          | DNS         | —           | —           | DNS            | —              | —              | 573.6      |
| 40   | Tilen Bartol          | 43             | 184.1          | DNQ            | —              | —              | DNS         | —           | —           | 18             | 196.2          | 190.0          | 570.3      |
| 41   | Jakub Wolny           | 35             | 192.3          | 29             | 184.9          | 162.1          | DNS         | —           | —           | DNS            | —              | —              | 539.3      |
| 42   | Alex Insam            | 29             | 197.8          | 35             | 173.0          | DNQ            | 33          | 160.0       | DNQ         | DNS            | —              | —              | 530.8      |
|      | Manuel Fettner        | 20             | 203.8          | 36             | 171.7          | DNQ            | DNS         | —           | —           | 31             | 155.3          | DNQ            | 530.8      |
| 44   | Evgeniy Klimov        | 60             | 149.4          | DNQ            | —              | —              | 23          | 161.7       | 172.5       | DNS            | —              | —              | 483.6      |
| 45   | Andreas Schuler       | 52             | 173.3          | DNQ            | —              | —              | 28          | 149.5       | 144.0       | DNS            | —              | —              | 466.8      |
| 46   | Gregor Deschwanden    | 42             | 184.5          | DNQ            | —              | —              | 29          | 144.1       | 133.4       | DNS            | —              | —              | 462.0      |
| 47   | Mikhail Nazarov       | 54             | 172.5          | DNQ            | —              | —              | 30          | 116.8       | 150.8       | DNS            | —              | —              | 440.1      |
| 48   | Alexey Romashov       | 64             | 138.5          | DNQ            | —              | —              | 31          | 122.2       | 132.2       | DNS            | —              | —              | 392.9      |
| 49   | Luca Egloff           | 61             | 147.2          | DNQ            | —              | —              | 32          | 99.0        | 146.1       | DNS            | —              | —              | 392.3      |
| 50   | Čestmír Kožíšek       | 19             | 206.2          | 34             | 174.5          | DNQ            | DNS         | —           | —           | DNS            | —              | —              | 380.7      |
| 51   | Marius Lindvik        | 34             | 192.8          | 32             | 179.3          | DNQ            | DNS         | —           | —           | DNS            | —              | —              | 372.1      |
| 52   | Michael Hayböck       | 34             | DNS            | —              | DNS            | —              | DNS         | —           | —           | 24             | 188.6          | 180.3          | 368.9      |
| 53   | Anže Lanišek          | 32             | 195.7          | 38             | 161.3          | DNQ            | DNS         | —           | —           | DNS            | —              | —              | 357.0      |
| 54   | Cene Prevc            | 37             | 188.7          | 39             | 155.2          | DNQ            | DNS         | —           | —           | DNS            | —              | —              | 349.9      |
| 55   | Michael Glasder       | 55             | 166.8          | DNQ            | —              | —              | 36          | 125.9       | DNQ         | DNS            | —              | —              | 292.7      |
| 56   | Sebastian Colloredo   | 58             | 154.9          | DNQ            | —              | —              | 35          | 127.8       | DNQ         | DNS            | —              | —              | 282.7      |
| 57   | Casey Larson          | 59             | 150.7          | DNQ            | —              | —              | 38          | 92.9        | DNQ         | DNS            | —              | —              | 243.6      |
| 58   | Federico Cecon        | 62             | 143.0          | DNQ            | —              | —              | 40          | 86.7        | DNQ         | DNS            | —              | —              | 229.7      |
| 59   | Andreas Alamommo      | 43             | 184.1          | DNQ            | —              | —              | DNS         | —           | —           | DNS            | —              | —              | 184.1      |
| 60   | Vladimir Zografski    | 45             | 183.1          | DNQ            | —              | —              | DNS         | —           | —           | DNS            | —              | —              | 183.1      |
| 61   | Philipp Aschenwald    | 46             | 182.4          | DNQ            | —              | —              | DNS         | —           | —           | DNS            | —              | —              | 182.4      |
| 62   | Nejc Dežman           | 48             | 177.3          | DNQ            | —              | —              | DNS         | —           | —           | DNS            | —              | —              | 177.3      |
| 63   | Antti Aalto           | 50             | 173.5          | DNQ            | —              | —              | DNS         | —           | —           | DNS            | —              | —              | 173.5      |
| 64   | Mackenzie Boyd-Clowes | 51             | 173.4          | DNQ            | —              | —              | DNS         | —           | —           | DNS            | —              | —              | 173.4      |
| 65   | William Rhoads        | 67             | 77.3           | DNQ            | —              | —              | 39          | 90.6        | DNQ         | DNS            | —              | —              | 167.9      |
| 66   | Martti Nomme          | 63             | 140.3          | DNQ            | —              | —              | DNS         | —           | —           | DNS            | —              | —              | 140.3      |
| 67   | Artti Aigro           | 65             | 133.1          | DNQ            | —              | —              | DNS         | —           | —           | DNS            | —              | —              | 133.1      |
| 68   | Roberto Dellasega     | 69             | 12.9           | DNQ            | —              | —              | 37          | 100.7       | DNQ         | DNS            | —              | —              | 113.6      |
| 69   | Marat Zhaparov        | 66             | 83.6           | DNQ            | —              | —              | DNS         | —           | —           | DNS            | —              | —              | 83.6       |
| 70   | Konstantin Sokolenko  | 68             | 66.7           | DNQ            | —              | —              | DNS         | —           | —           | DNS            | —              | —              | 66.7       |